# Francisco Sarabia 1ra. Sección
Francisco Sarabia 1ra. Sección är en ort i Mexiko.   Den ligger i kommunen Tuzantán och delstaten Chiapas, i den sydöstra delen av landet, 900 km sydost om huvudstaden Mexico City. Francisco Sarabia 1ra. Sección ligger 206 meter över havet och antalet invånare är 643.
Terrängen runt Francisco Sarabia 1ra. Sección är varierad. Runt Francisco Sarabia 1ra. Sección är det tätbefolkat, med 297 invånare per kvadratkilometer. Närmaste större samhälle är Huixtla, 7,0 km väster om Francisco Sarabia 1ra. Sección. I omgivningarna runt Francisco Sarabia 1ra. Sección växer i huvudsak städsegrön lövskog.